# Самаритен
La Samaritaine (Самаритѐн) е голям магазин в 1-ви арондисман на Париж, Франция, намиращ се между улица Риволи и брега на Сена.
Разположен е на площ от 48 000 m². В продължение на десетилетия е най-важният магазин на френската столица, където може практически да се намери всичко. От 2005 г. насам е затворен за ремонт и поради причини за сигурност. Архитектурният му стил е ар нуво и ар деко. За първи път е отворен през 1869 г. През 2001 г. е закупен от LVMH, които го затварят за модернизация.
La Samaritaine на френски означава самарянката. Името идва от водна помпа, инсталирана в близост до моста Пон Ньоф, която е в употреба от 1609 до 1813 г. На нея има барелеф на Самарянката, наливаща вода, когато среща Исус Христос, както е описано в Библията, евангелието от Йоан.